# Paxistima canbyi
Paxistima canbyi är en benvedsväxtart som beskrevs av Asa Gray. Paxistima canbyi ingår i släktet Paxistima och familjen Celastraceae. Inga underarter finns listade.